# Les Nouveaux Centurions
Les Nouveaux Centurions est le cinquième album publié dans la série Donjon Crépuscule de la Saga Donjon, numéroté 105, dessiné par le duo Kerascoët, qui remplacent Joann Sfar, écrit par Lewis Trondheim et Joann Sfar, mis en couleur par Walter et publié en octobre 2006.